# المحراس (يافع)

تعديل مصدري - تعديل

المحراس هي إحدى قرى عزلة لبعوس بمديرية يافع التابعة لمحافظة لحج، بلغ تعداد سكانها 199 نسمة حسب تعداد اليمن لعام 2004.